# Marla Menn

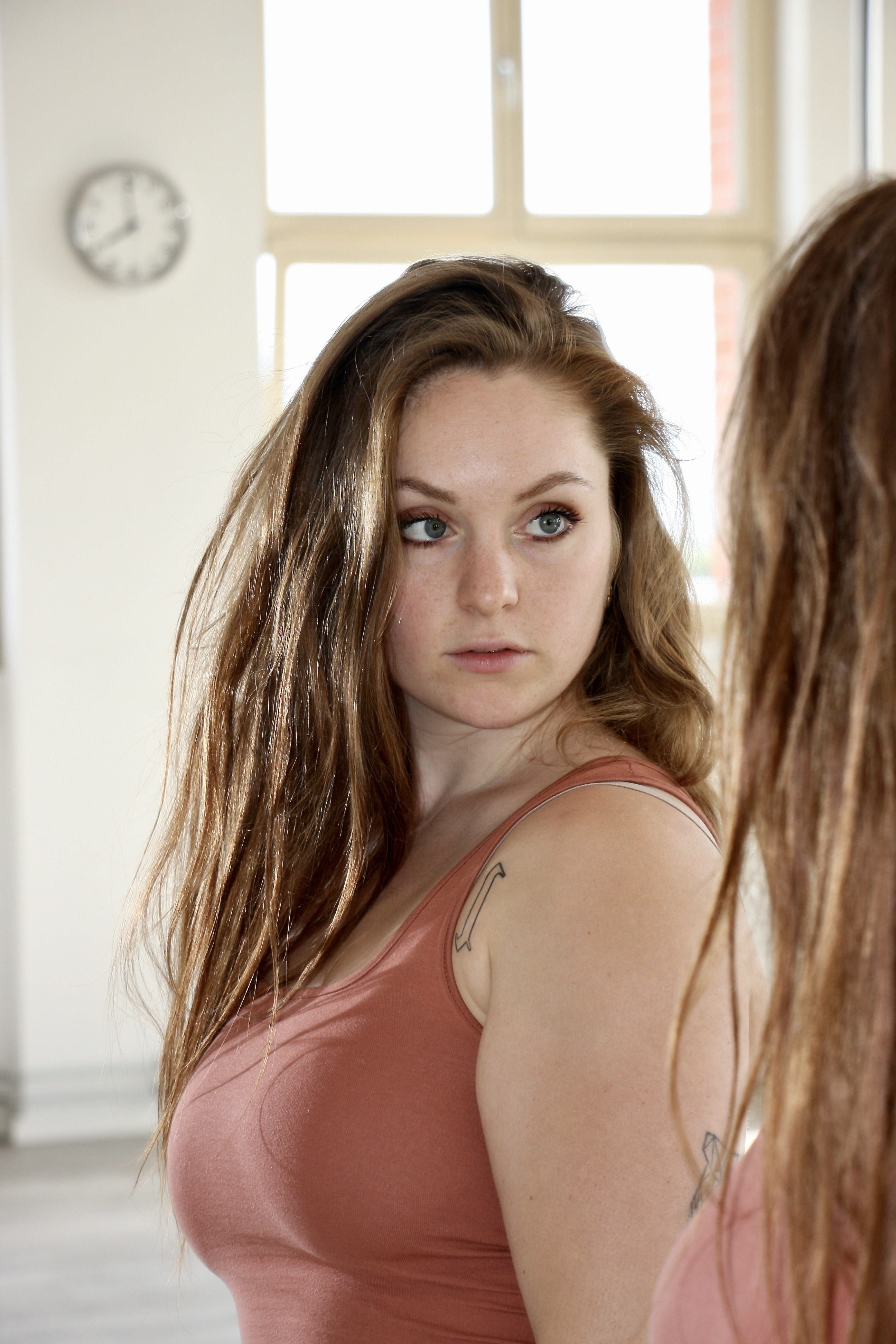
Marla Menn 2023

Marla Menn (* 1996 in Berlin) ist eine deutsche Schauspielerin.

## Leben
Marla Menn verbrachte Kindheit und Jugend auf Mallorca und in Berlin. Sie war ab dem 11. Lebensjahr im Reitsport aktiv und verkörperte 2012 im Spielfilm Ostwind die junge Springreiterin Michelle, die als Gegenspielerin der Hauptfigur Mika Schwarz agierte. 2015 machte sie Abitur. Danach studierte sie ein Semester Kommunikationswissenschaften in Wien. Daraufhin studierte sie Food Management für ebenfalls ein Semester. 2017 hatte sie die Gastrolle der italienischen Austauschschülerin Maria del Santa, um die die beiden Hauptfiguren, die Gymnasiasten Jonas Seefeld und Luis Ahrens buhlen, in den Folgen 6383–6387 der RTL-Fernsehserie Gute Zeiten, schlechte Zeiten. Im ZDF-Fernsehfilm Unter anderen Umständen: Lügen und Geheimnisse spielte sie die Pole Dancerin Lara im Cam-Girl-Unternehmen Cam Kittens. Menn arbeitet als Pole-Dance-Trainerin.

## Filmografie
- 2013: Ostwind – Zusammen sind wir frei
- 2017: Gute Zeiten, schlechte Zeiten (Fernsehserie, 5 Folgen)
- 2020: Unter anderen Umständen (Krimiserie, Fernsehfilm Lügen und Geheimnisse)